# Szalai Józsefné
Szalai Józsefné, született Gyuri Lídia (Darány, 1892. május 29. – Darány, 1981. december 31.)
Magyarországon a pünkösdi mozgalom előfutárai az Amerikából hazatért emigránsok voltak. Köztük kiemelkedő szerepe volt Szalainénak.
A Darányban született Gyuri Lídia tizennyolc évesen ment hozzá a szintén darányi Szalai Józsefhez. Az első világháború előtt a jobb megélhetés reményében Amerikába utaztak. Clevelandben ismerkedtek meg az akkor még friss pünkösdi mozgalommal. 1921-ben a clevelandi magyar gyülekezet pásztori áldással bocsátotta őket haza. Az 1928-as kispesti konferencián az egyik alapítóként vett részt.